# The Life of a Trio: Saturday and Sunday
The Life of a Trio: Saturday and Sunday ist ein Jazz-Album des Trios Paul Bley, Jimmy Giuffre und Steve Swallow, aufgenommen am 16. und 17. Dezember 1989 in New York City. Das Album erschien 1990 zunächst in Form von zwei Einzel-CDs auf dem französischen Label Owl unter den Titeln The Life of a Trio: Saturday und The Life of a Trio: Sunday; 2001 wurde das Album von Sunnyside Records in den USA als CD-Box veröffentlicht.

## Das Album
Das Jimmy Giuffre Trio mit Paul Bley und Steve Swallow wurde um 1990 sporadisch für Auftritte und Plattenaufnahmen wiedervereint, neben The Life of a Trio (1989) entstanden in dieser Zeit die Alben Fly Away Little Bird (Owl, 1992) und Conversations with a Goose (Soul Note, 1993).
Als der Klarinettist Jimmy Giuffre im Dezember 1989 mit Paul Bley und Steve Swallow erneut ins Studio ging, waren die ersten Noten, über die er improvisierte identisch mit einer Figur, die bei ihrem letzten Treffen fast dreißig Jahre zuvor gespielt hatte. „Ob bewusst oder nicht, trug diese Geste dazu bei, nicht nur den betreffenden Zeitraum zu betonen, der (von Giuffre) relativ vernachlässigt wurde, sondern auch das große Verständnis untereinander hervorzuheben, das sich in dem Trio mit der Produktion von Free Fall, Fusion und Thesis entwickelt hatte“, schrieben Richard Cook und Brian Morton. Am Tag nach der letzten Triosession nahm Bley mit Gary Peacock am selben Ort für Owl das Duoalbum Partners auf.

## Liste der Titel

### The Life of a Trio: Saturday
Paul Bley, Jimmy Giuffre, Steve Swallow: The Life of a Trio: Saturday  (Owl OWL059CD; Universal France/OWL 014 731 2, Sunnyside)
1. Clarinet Zone (Giuffre),  Klarinette: Jimmy Giuffre -1:22
2. Black Ivory (Bley/Giuffre), Klarinette: Jimmy Giuffre, Piano: Paul Bley -4:27
3. Owl Eyes (Bley), Piano: Paul Bley -5:28
4. Endless Melody (Swallow/Bley), E-Bass: Steve Swallow, Piano: Paul Bley -3:05
5. Turns (Giuffre), E-Bass: Steve Swallow, Piano: Paul Bley, Sopransaxophon, Klarinette: Jimmy Giuffre -5:22
6. Foreplay (Bley), Piano: Paul Bley -3:05
7. We Agree (Swallow/Giuffre), E-Bass: Steve Swallow, Sopransaxophon: Jimmy Giuffre -2:04
8. Clusters (Giuffre), E-Bass: Steve Swallow, Piano: Paul Bley, Sopransaxophon, Klarinette: Jimmy Giuffre – 7:02
9. December (Swallow), E-Bass: Steve Swallow -1:25
10. Someone (Giuffre), Sopransaxophon: Jimmy Giuffre -2:13
11. Even Steven (Bley), Piano: Paul Bley -3:51
12. By the Way (Swallow), E-Bass: Steve Swallow, Piano: Paul Bley, Sopransaxophon, Klarinette:  Jimmy Giuffre -6:13

### The Life of a Trio: Sunday
Paul Bley, Jimmy Giuffre, Steve Swallow: The Life of a Trio: Sunday (Owl OWL060CD, Owl 014 735-2, Universal Music Jazz France 014 735-2)
1. Sensing (Guiffre) Trio -4:11
2. Monique (Bley), Piano: Paul Bley 3:12
3. The Giant Guitar and the Black Stick (Giuffre/Swallow), Steve Swallow: E-Bass, Jimmy Giuffre: Klarinette -5:56
4. Industrial Suite (Bley, Giuffre, Swallow), Trio -3:11
5. Sanctuary Much (Bley, Swallow), Piano: Paul Bley, E-Bass: Steve Swallow -3:46
6. Tango Del Mar (Bley, Giuffre, Swallow), Trio -5:32
7. The Hidden Voice (Giuffre), Klarinette: Jimmy Giuffre -3:05
8. Mephisto (Bley), Piano: Paul Bley -4:04
9. Where Were We? (Carla Bley), Trio -4:49
10. Sweet Song (Paul Bley, Jimmy Giuffre), Piano: Paul Bley, Sopransaxophon: Jimmy Giuffre -3:23
11. Scrambled Legs (Bley, Swallow), Piano: Paul Bley, E-Bass: Steve Swallow -2:01
12. Play Ball (Swallow), Trio -7:43
13. Fallen Statue (Paul Bley, Jimmy Giuffre), Piano: Paul Bley, Sopransaxophon: Jimmy Giuffre -1:25
14. Things (Bley, Swallow), Piano: Paul Bley, E-Bass: Steve Swallow -3:33
15. Two Singers (Giuffre/Swallow), Steve Swallow: E-Bass, Jimmy Giuffre: Klarinette -3:50
16. The Life of a Trio (Bley, Giuffre, Swallow), Trio -6:25

Die Aufnahmen erschienen auch als 2-CD-Set als Owl (F)059 [CD], außerdem bei Owl (Frankreich) unter R2-79230 [CD], (Japan) NACJ-3014 [CD].

## Rezeption des Albums
Thom Jurek bewertete die beiden Alben im AllMusic jeweils mit vier Sternen und schrieb: „So wie das Trio hier zusammen spielt – mit Swallow an seinem elektrischen Bass in Turns – ist die Zeit genommen und die vor fast dreißig Jahren vorgenommenen mikrotonalen und pointillistischen Erkundungen in der Kollektivimprovisation sind so gegenwärtig wie der nächste Atemzug.“  Das Album sei eine „Klangforschung von Innen heraus, inhaltlich, tonal, räumlich. Außergewöhnlich.“
Jurek schrieb zum zweiten Album Sunday, die zweite Nacht der wiedervereinten Jimmy Giuffre Trios (von 1961/62)

„übertrifft in gewisser Hinsicht die erste. Tatsächlich gibt es insgesamt dort mehr Verflechtung unter den Triomitgliedern als noch am ersten Abend, der sicher der Ausgangspunkt war. Das am Anfang stehende Sensing – mit Giuffre am Sopran[saxophon] und Bley, der in den tiefsten Registern Bassnoten spielt, bis Swallow eintritt und diese Rolle übernimmt und Bley in das mittlerer Register übergeht – ist eine Wucht, auch wenn nur 4:13 lang. Die Bandbreite der Spieler scheint als eine Einheit zurückgekommen zu sein mit diesen lebendigen Darbietungen ohne zweite takes.“

Von den sechs langen Darbietungen hält Jurek („sonderbarerweise“, wie er selbst betont) das einzige Stück mit auskomponierter Struktur am zufriedenstellendsten, Carla Bleys Where Were We?. Giuffre fühle sich hier auf dem Sopransaxophon richtig wohl. Bei den übrigen Duos und Solos gibt die Freude am Musizieren und der diesen Stückem inhärente Lyrizismus nicht nur das Gefühl der Vertrautheit mit den Dialogen und das improvisatorische Empfinden jedes Spielers wieder, sondern den wahren Wunsch, aus dem Inneren des Klangs zu kommunizieren […].

„Da mag es 1989 einige gleichermaßen intuitiv erregende Darbietungen von avantgardistischen Jazztrios gegeben haben, aber nur bei wenigen zeigte sich – durch diese Kunst der Zurückhaltung – was Tonalität, Dissonanz und Harmonie leisten können, wenn die Musik um ihrer selbst willen erforscht wird.“

Richard Cook und Brian Morton zeichnen das Album in The Penguin Guide to Jazz mit der Höchstnote von vier Sternen aus („most hightly recommended“) und gehen vor allem auf die Unterschiede zu den vorangegangenen Sessions der Jimmy Giuffre 3 1961/62 ein. Die beiden Alben seien „eine erstaunliche Leistung, was auch immer die chronologische Abfolge ist.“ Die Serie aus Solos, Duos und Trios habe „eine beachtliche Spontaneität und Freiheit.“ Während Kontrabassist Swallow zum E-Bass gewechselt sei und inzwischen als führender Improvisationsmusiker auf diesem Instrument gelte, habe Bley seine Elektronik-Phase hinter sich gelassen und sich auf das Spiel auf dem akustischen Piano konzentriert. Jimmy Giuffre wiederum habe sein Repertoire mit dem Sopransaxophon erweitert, „seine Direktheit und unbezähmbare Wildheit genießend“. Nicht zuletzt unterscheiden sich die neuen Aufnahmen in der Bereitschaft auch Standards zu spielen, was sie mit dem charakteristisch schrägen Touch tun.
Matthew Miller schrieb in All About Jazz, in The Life of a Trio: Saturday & Sunday sei das Trio „älter, weiser und einfach atemberaubend im Einklang miteinander.“ Giuffre sei in Black Ivory verspielt, aber auch besinnlich, die Töne seiner Klarinette geben den Resonanzraum über Bleys mitreißenden Akkorden und geschrammelten Saiten. Sowohl Bley als auch Swallow würden in den zwei Sessions bemerkenswerte Beiträge leisten, indem sie Giuffre in aufregend neues Gebiet drängen, bevor sie sich in unbegleitete Solos gegeben. So sei December ein trauriges Vehikel für Swallows elektrischen Bass und die besinnliche Stimmung, mit der er die folgenden Soloimprovisationen von Giuffre und Bley durchdringt. Indem sein Instrument manchmal wie eine Gitarre klinge, sei Swallows Spiel makellos virtuos, jedoch beherrscht. Unter allen Darbietungen höben sich aber die Triostücke hervor. So durchschneide Giuffres Sopransaxophon in Sensing die von Bley und Swallow geschaffene dissonante Wolke, in dem er über einem melodischen Fragment improvisiere und zunächst in die oberen Register aufsteigt, bevor er in den Gleichschritt mit dem Piano und dem Bass falle. „Die drei machen deutlich, dass das Leben eines Trio nach dem anfänglichen Verlust seiner Bestandteile weitergeht und etwas Großes entstehen kann, wenn Gleichgesinnte zusammenkommen“.